# Suzanne Pagé
Suzanne Pagé, född 1941 i Rennes i Ille-et-Vilaine, är en fransk kurator och museidirektör.
Suzanne Pagé blev 1973 chef för avdelningen Animation/Research/Confrontation på konstmuseet Musée d'Art Moderne de la ville de Paris och 1988 chef för detta museum. Hon var  kurator för den franska paviljongen i Venedigbiennalen 1986. År 2008 fick hon Art Cologne-priset.
Suzanne Pagé är sedan 2006 konstnärlig ledare för konstmuseet Fondation Louis Vuitton i Paris, vilket invigdes i oktober 2014.